# Білозерне
Білозерне́ — село в Україні, у Новгородківській селищній громаді Кропивницького району Кіровоградської області. Населення становить 566 осіб.

## Населення
Згідно з переписом УРСР 1989 року чисельність наявного населення села становила 604 особи, з яких 287 чоловіків та 317 жінок.
За переписом населення України 2001 року в селі мешкало 566 осіб.

### Мова
Розподіл населення за рідною мовою за даними перепису 2001 року:
| Мова       | Відсоток |
| ---------- | -------- |
| українська | 94,17 %  |
| російська  | 5,48 %   |
| білоруська | 0,18 %   |